# سوما (فوكوشيما)
مدينة سوما (بالإنجليزية: Sōma)‏ هي أحد المدن التابعة لمحافظة فوكوشيما. تأسست رسميًا في 31/03/1954. ويقدر عدد سكانها بـ 38543 نسمة حسب تقدير مكتب الإحصاء الياباني لعام 2012. تبلغ مساحة سوما 197.67 كم2. بكثافة سكانية تبلغ 195 نسمة/كم2.

## أعلام
- تاكاهيرو سوزوكي
- تيتسوؤو ساتو